# 어빈 산타나
어빈 산타나(영어: Ervin Santana, 1982년 12월 12일 ~ )는 도미니카 공화국의 야구 선수로 현재 미국 아메리칸 리그 시카고 화이트삭스의 투수이다.